# Massa mamária
Uma massa mamária, também conhecida como nódulo mamário, é um inchaço localizado que parece diferente do tecido circundante.  Podem estar presentes dor na mama, secreção mamilar ou alterações na pele.  As descobertas preocupantes incluem massas duras, que não se movem facilmente, que têm formato irregular ou que estão firmemente aderidas ao tecido circundante.  Outros sinais suspeitos incluem grandes glândulas axilares associadas e mamilos retraídos . 
As causas incluem alterações fibrocísticas, fibroadenomas, infeção mamária, galactoceles e cancro da mama .  O cancro da mama representa cerca de 10% das massas mamárias.  O diagnóstico é feito normalmente por exame, imagiologia médica e biópsia ao tecido .  A biópsia ao tecido é feita normalmente por biópsia de aspiração com agulha fina .  Pode ser necessário repetir exames. 
O tratamento depende da causa subjacente.  Pode variar desde simples analgésicos até remoção cirúrgica.  Algumas causas podem ser resolvidas sem tratamento.  As massas mamárias são relativamente comuns.  É a queixa mamária mais comum, sendo a preocupação das mulheres geralmente o cancro.  